# Michel Darmon (militaire)
Pour les articles homonymes, voir Darmon.
Michel Darmon (1925-2012) est un ingénieur militaire français, ingénieur général du Génie maritime, connu sous le nom de « général Darmon ».

## Biographie
Michel Darmon est né à Versailles le 16 juillet 1925, dans une famille juive française, d’un père oranais professeur de physique, Joseph (1890-1977), et d’une mère alsacienne, Renée (1893-1983), sœur de l'ingénieur général du Génie maritime Louis Kahn. 
Il se marie, en 1949, avec Gilberte Cohen-Scali, avec qui il a trois enfants.
Il meurt le 18 septembre 2012. Trois jours plus tard, son corps est enterré dans le cimetière israélite de Versailles, en France.
En tant que Juif et résistant, Michel Darmon raconte une partie de sa vie dans une interview filmée de plus de deux heures, réalisée le 20 mars 1996, par la USC Shoah Foundation Institute for Visual History and Education (en), fondation créée par Steven Spielberg.

## Carrière militaire

### Dans la Résistance
Au printemps 1944, Michel quitte sa classe de Mathématiques spéciales au lycée de Clermont-Ferrand et rejoint avec son frère Gilbert le maquis FFI en  Haute-Savoie. Il est blessé au cours d’une embuscade avant de devenir sergent-chef du bataillon Foges de Chasseurs alpins.

### Ingénieur du génie maritime
En 1946, Michel Darmon intègre l'École polytechnique. Ayant opté, comme son oncle l'amiral Kahn, pour la Marine, il continue de 1948 à 1951 à l’École supérieure du génie maritime et sert sur le navire-école Jeanne d'Arc.
En 1951, il est affecté à la Direction des constructions et armes navales (DCAN) de Brest. Jusqu'en 1964 il est chargé, à l'arsenal, de la reconstruction des bâtiments industriels détruits, de la direction des ateliers, de l’entretien de la Flotte et de la reconstruction de navires. Il est aussi chargé de constructions neuves dont le TCD Ouragan.
De 1965 à 1970, il est affecté au Service technique des constructions et armes navales (STCAN) à Paris où il traite de systèmes d'armes de défense antiaérienne.
De 1970 à 1979, il est détaché à l’Institut national de recherche et de sécurité (INRS).
En 1979 il retourne au STCAN où il dirige le groupe Matériaux et structures navales jusqu'à sa retraite en août 1985.

## Carrière civile

### Directeur de l'INRS
De 1970 à 1979, il dirige l’INRS, organisme chargé de la prévention des accidents du travail et des maladies professionnelles. Il développe l'institut, de deux cents à cinq cents personnes, et lui donne une notoriété en France et à l'étranger. Il y crée un centre de recherches pluridisciplinaires : chimie, toxicologie, pathologie, physiologie, ergonomie, psychologie industrielle, acoustique, vibrations, thermique, rayonnements, sécurité des systèmes et des machines, etc.

## Autres activités

### Inventions et brevets scientifiques
Michel Darmon développe des mécanismes articulés de type « 3 barres », ayant pour fonction de réaliser des déplacements quasi rectilignes, sans recourir à des glissières.
L'originalité de ses calculs réside dans l'utilisation de la géométrie analytique et non des simulations informatiques. Ses calculs trouvent des applications (lits d'hôpitaux, tables élévatrices, bras manipulateurs articulés, chariots élévateurs), mises en pratique par de nombreuses sociétés industrielles comme Invacare (en), Peugeot, Renault, MGSA, etc.[réf. nécessaire]
Il commercialise ses applications sous le nom MECADAR. Il dépose plusieurs brevets, en Europe et aux États-Unis[réf. nécessaire].

### Présidence de France-Israël
Sollicité après la mort du général Lecomte pour devenir président de l’Association France-Israël, organisation française indépendante œuvrant pour le renforcement des liens entre le peuple de France et le peuple d'Israël, il assume cette fonction pendant 16 ans (1988-2004).  Le comité d'honneur et le comité directeur de l'Association comprenaient entre autres : André Monteil, Jacques Soustelle, Emmanuel Leroy-Ladurie, Jacqueline de Romilly, Jean Ferniot, Daniel Gélin, Ady Steg, Jean de Gaulle, Claude Goasguen, François Léotard, Rudy Salles.
Il rédige des centaines de communiqués de presse, continue à écrire des articles dans les journaux, organise des manifestations dans les locaux de l'Association, au Sénat ou dans des mairies. Il est sollicité pour donner des conférences dans toute la France. En 2004, il est nommé président d'honneur par le comité directeur de l’Association.

## Distinctions
- Croix du combattant volontaire 1939-1945
- Croix de guerre 1939-1945
- Chevalier des palmes académiques
- Officier de la Légion d'honneur[Quand ?]
- Commandeur de l’ordre national du Mérite